# Damiano Faggiano
Damiano Faggiano (Ceglie Messapica, 11 marzo 1975) è un ex cestista italiano, di ruolo ala piccola.

## Carriera
Damiano Faggiano, attuale vice-presidente dell'A.S.D. I Campioni di Domani dal 2010-11, è il cestista più rappresentativo e vincente di Ceglie Messapica.
Nella sua lunga carriera iniziata nella stagione sportiva 1989-90 con il tesseramento nella JuveCaserta, riesce a sfoggiare il proprio talento sui migliori parquets italiani e non solo; ad appena quindici anni viene inserito in prima squadra con la quale totalizzerà 28 presenze stagionali nell'anno del tricolore per la Phonola Caserta e vincerà lo Scudetto Juniores a Forlì.
Durante gli anni novanta trascorre sei stagioni con la JuveCaserta, disputando campionati di A1 e A2 e vincendo il secondo scudetto Juniores consecutivo sempre a Forlì nella stagione 1991-92.
Nello stesso anno viene convocato con la Nazionale Italiana Cadetti in Grecia con la quale vincerà il Campionato Europeo e collezionerà per i successivi sette anni importanti presenze con la maglia Azzurra fino alla Nazionale Sperimentale con l'ambita convocazione ai Giochi del Mediterraneo disputati a Bari dal 13 al 26 giugno del 1997.
Negli anni successivi aggiungerà al proprio curriculum presenze importanti in LegaDue con la Virtus Ragusa, la Casetti Imola (con conseguente promozione in Serie A), Centro Serapide Pozzuoli, Record Cucine Napoli, Banco di Sardegna Sassari, Castelmaggiore (BO), Carife Ferrara e Virtus Ragusa (B1).
Nella stagione 2005-06 gioca nella Prefabbricati Brindisi (B1), in quella successiva porta il suo marchio anche nella calda Sicilia con la Banca Nuova Trapani (B1).
Un serio infortunio lo costringe ad uno stop forzato fino al gennaio della stagione 2007-08 durante la quale giocherà metà campionato nella Sati Trading Modena (B1).
Nella stagione 2008-09 concederà la sua classe anche in quel di Bernalda in Serie B2 per poi fermarsi definitivamente in Puglia per le successive stagioni giocando con la Mazzeo San Severo in B1 e la storica Mia Card Ceglie (in serie B2) con la quale ha disputato i relativi play off.
I successivi due anni vedono il cestista cegliese sbarcare a Taranto con la Libertas (C1 per tre mesi), per poi passare a gennaio nel Monteroni sempre in C1 con conseguente promozione a fine stagione in Serie B2.
Nel 2012-13 ritorna a giocare ancora con l'A.D. Basket Ceglie in Serie C Regionale raggiungendo la finale.
Dopo un anno di inattività ritorna a giocare nella stagione 2014-15 con la Nuova Pallacanestro Ceglie 2001 iscritta al Campionato di Serie D Regionale.
La stagione 2014-15 si conclude con la sconfitta in finale a Monopoli (0-2 la serie in favore dei baresi); un infortunio durante la prima gara lo costringe a non poter prendere parte al secondo match.
La stagione 2015-16 è quella della svolta: dopo un campionato giocato ad altissimi livelli con ottime statistiche e con eccellenti risultati di squadra, Damiano Faggiano riesce a riportare la squadra della sua città natale in Serie C Silver, categoria dove milita attualmente il club dopo la vittoria sull'A.S. Basket Corato in gara-3 a Ceglie Messapica.
La stagione 2016-17 vede il cestista gialloblu guidare una squadra giovane e dinamica in Serie C Silver dove raggiunge risultati invidiabili nonostante fosse una matricola della categoria, dopo l'eliminazione al primo turno dei play-off contro il Mola New Basket 2012, il capitano della Nuova PetrolMenga Ceglie annuncia pubblicamente la sua volontà di ritirarsi dai campi di gioco.

## Palmarès
- Campionato italiano: 1

Caserta: 1990-91